# Superammasso di Shapley

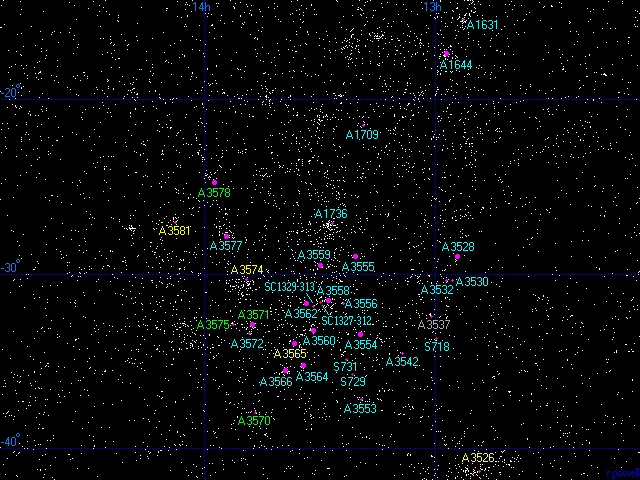
Mappa del Superammasso di Shapley (da "The Atlas of the Universe")

Il Superammasso di Shapley è, insieme al Superammasso Saraswati, il più grande superammasso di galassie conosciuto. Il superammasso è molto vicino al punto nella cui direzione si sta muovendo il Superammasso della Vergine, del quale la Via Lattea fa parte, per cui si specula che il Superammasso di Shapley sia, assieme al Grande Attrattore, il maggior responsabile del movimento del nostro superammasso in quella direzione rispetto alla radiazione cosmica di fondo.
Il nome proviene da Harlow Shapley, l'astronomo che dalla fine degli anni venti al 1932 scoprì ben 76.000 galassie nel cielo australe. Il superammasso fu poi riscoperto da Somak Raychaudhury nel 1989, che mise in evidenza il Grande Attrattore con l'Ammasso del Regolo e con il Superammasso di Shapley.
Il nucleo centrale del superammasso è costituito dal cosiddetto Complesso A3558, formato dagli ammassi di galassie Abell 3558, Abell 3562, Abell 3556, SC 1329-31.3 e SC 1327-31.2.
Il superammasso è al confine con il Vuoto del Boote e dista circa 650 milioni di anni luce.

## Gruppi e ammassi di galassie componenti del Superammasso di Shapley
| Nome       | R.A. (J2000)   | Dec (J2000)  | Numero galassie | Redshift (z) | Distanza (milioni di anni luce) | Nomi alternativi                           |
| ---------- | -------------- | ------------ | --------------- | ------------ | ------------------------------- | ------------------------------------------ |
| Abell 1631 | 12h 53m 14.4s  | -15° 22′ 48″ | 68              | 0,013936     | 199                             | MCXC J1253.2-1522, BAX 193.2077-15.4381    |
| Abell 1644 | 12h 57m 09.7s  | -17° 24′ 01″ | 88              | 0,0473       | 627                             | MCXC J1257.1-1724, ClG 1254-1706           |
| Abell 1709 | 13h 18m 42.4s  | -21° 27′ 46″ | 43              | 0,0521       | 686                             | BAX 199.6767-21.4627                       |
| Abell 1736 | 13h 26m 54.0s  | -27° 11′ 00″ | 60              | 0,0458       | 607                             | ClG 1324.1-2652, MCXC J1326.9-2710         |
| Abell 3528 | 12h 54m 18.2s  | -29° 01′ 16″ | 70              | 0,0528       | 695                             | KLEMOLA 21, BAX 193.5758-29.0210           |
| Abell 3530 | 12h 55m 34.5s  | -30° 19′ 50″ | 34              | 0,0537       | 706                             | MCXC J1255.5-3019, BAX 193.9037-30.3540    |
| Abell 3532 | 12h 57m 16.9s  | -30° 22′ 37″ | 50              | 0,0554       | 727                             | MCXC J1257.2-3022, KLEMOLA 22              |
| Abell 3542 | 12h 08m 41.0s  | -34° 34′ 00″ | 45              | 0,0525       | 690                             | SSGC 045                                   |
| Abell 3553 | 13h 19m 14.6s  | -37° 10′ 45″ | 36              | 0,0487       | 642                             |                                            |
| Abell 3554 | 13h 19m 30.4s  | -33° 28′ 45″ | 59              | 0,047        | 621                             | SSGC 056                                   |
| Abell 3555 | 13h 20m 46.2s  | -28° 58′ 43″ | 61              | 0,0488       | 644                             | SSGC 061                                   |
| Abell 3556 | 13h 24m 06.2s  | -31° 39′ 38″ | 49              | 0,0479       | 633                             | SC 1321-31.4, BAX 201.0260-31.6605         |
| Abell 3558 | 13h 27m 57.5s  | -31° 30′ 09″ | 328             | 0,048        | 634                             | AM 1325-311, MCXC J1327.9-3130, SHAPLEY 08 |
| Abell 3559 | 13h 29m 53.9s  | -29° 31′ 29″ | 141             | 0,0461       | 610                             | BAX 202.4747-29.5246                       |
| Abell 3560 | 13h 32m 22.6s  | -33° 08′ 22″ | 184             | 0,0489       | 645                             | MCXC J1332.3-3308, BAX 202.9604-33.2237    |
| Abell 3562 | 13h 33m 36.3s  | -31° 39′ 40″ | 129             | 0,049        | 646                             | MCXC J1333.6-3139, BAX 203.3825-31.6729    |
| Abell 3564 | 13h 34m 33.3s  | -35° 13′ 21″ | 53              | 0,0505       | 664                             | SSGC 091                                   |
| Abell 3566 | 13h 38m 59.4s  | -35° 33′ 13″ | 100             | 0,051        | 670                             | SSGC 096, BAX 204.7475-35.5536             |
| Abell 3570 | 13h 46m 52.50s | -37° 52′ 28″ | 31              | 0,0366       | 489                             | MCXC J1346.8-3752, BAX 206.7115-37.9162    |
| Abell 3571 | 13h 47m 28.4s  | -32° 50′ 59″ | 126             | 0,0391       | 521                             | MCXC J1347.4-3250, BAX 206.8706-32.8658    |
| Abell 3572 | 13h 48m 11.4s  | -33° 22′ 56″ | 49              | 0,0517       | 679                             |                                            |
| Abell 3575 | 13h 52m 35.8s  | -32° 52′ 47″ | 49              | 0,0377       | 503                             | SSGC 115                                   |
| Abell 3577 | 13h 54m 20.4s  | -27° 50′ 43″ | 103             | 0,0494       | 651                             | SSGC 116                                   |
| Abell 3578 | 13h 57m 30.6s  | -24° 43′ 36″ | 52              | 0,0393       | 524                             |                                            |

| Nome        | R.A. (J2000)  | Dec (J2000)  | Numero galassie | Redshift (z) | Distanza (milioni di anni luce) | Nomi alternativi                        |
| ----------- | ------------- | ------------ | --------------- | ------------ | ------------------------------- | --------------------------------------- |
| Abell S718  | 12h 59m 44.9s | -33° 40′ 10″ | 16              | 0,0478       | 632                             |                                         |
| Abell S729  | 13h 21m 32.2s | -35° 47′ 42″ | 19              | 0,0499       | 657                             | KLEMOLA 24                              |
| Abell S731  | 13h 23m 01.9s | -34° 52′ 40″ | 29              | 0,0505       | 665                             |                                         |
| SC 1327-312 | 13h 29m 47.0s | -31° 36′ 29″ | 57              | 0,045904     | 652                             | MCXC J1329.7-3136, BAX 202.4458-31.6081 |
| SC 1329-313 | 13h 31m 28.0s | -31° 49′ 50″ | 37              | 0,0482       | 636                             | BAX 202.9000-31.8128                    |